# عقيق لحمي
العقيق اللَّحْمِيّ أو العقيق الأحمر أو اليَنَعُ هو حجر كريم يكون لونه عادة بين البني والأحمر.وهو في الأصل عقيق أبيض من معادن السيليكا ولكنه اكتسب لونه من الشوائب المتكونة من أكسيد الحديد. يمكن أن تتنوع ألوان الحجر وتختلف اختلافا كبيرا، بدءا من اللون البرتقالي الشاحب إلى اللون الأسود تقريبا.يتواجد العقيق الأحمر في البرازيل والهند وسيبيريا وألمانيا واليمن.